# Agung
Agung eller Gunung Agung er en stratovulkan (også kaldet keglevulkan) på den Indonesiske ø Bali. Vulkanen der er 3161 m høj, ligger på øens østlige side, og er øens højeste punkt. Den dominerer det omkringliggende terræn, bl.a. har den stor indflydelse på vejret omkring, især mængden af nedbør. På afstand ses tydligt Agungs næsten perfekte kegleformede facon. Fra dens top ses tydeligt toppen af Rinjani-bjerget på den nærliggende ø Lombok øst for, også selvom begge bjerges toppe tit er indhyllet i tåge.
Agung er en aktiv vulkan, med et stort og dybt krater, der fra tid til anden udspyer damp, røg og aske. Vulkanen har indenfor de sidste 150 år haft tre meget kraftige udbrud. Den påbegyndte sit nyeste kraftige udbrud i slutningen af november 2017. Udbruddet i 1963-64 var meget eksplosivt og alt ødelæggende, hvor op mod 1500 personer omkom.
På vulkanens sydvestlige skråninger, findes ca. 1.000 m oppe, tempel-komplekset Besakih, der er øens mest hellige (hinduistiske) tempel. Det største af templerne er Pura Penataran, derudover findes 85 andre templer. For balinesere er det en særlig pilgrimsfærd at besøge templet.